# Ailsworth
Ailsworth – wieś i parafia cywilna w Anglii, w hrabstwie ceremonialnym Cambridgeshire (od 1974), dystrykcie (unitary authority) Peterborough. Leży 53 km na północny zachód od miasta Cambridge i 120 km na północ od Londynu.
Ailsworth leży w parafii kościelnej Castor.
Znajduje się tu kaplica metodystów. 